# Rouziers-de-Touraine
Rouziers-de-Touraine település Franciaországban, Indre-et-Loire megyében. Lakosainak száma 1355 fő (2022. január 1.). Rouziers-de-Touraine Cerelles, Neuillé-Pont-Pierre, Nouzilly, Saint-Antoine-du-Rocher, Semblançay és Beaumont-Louestault községekkel határos.

## Népesség
A település népessége az elmúlt években az alábbi módon változott:
| Lakosok száma | 503  | 630  | 756  | 1194 | 1247 | 1267 | 1317 | 1345 | 1343 | 1355 |
|               | 1968 | 1982 | 1990 | 2006 | 2013 | 2015 | 2017 | 2019 | 2020 | 2022 |